# Дома Радиотранссети
 Дома Радиотранссети — населённый пункт в Ивановском районе Ивановской области. Входит в состав Подвязновского сельского поселения.

## География
Находится в центральной части Ивановской области на расстоянии приблизительно 7 км на восток-юго-восток по прямой от вокзала станции Иваново к северу от автомобильной дороги Иваново-Кинешма на территории садоводческого товарищества «Радист». Представляет собой несколько строений с приусадебными участками.

## Население
Постоянное население составляло 2 человека в 2002 году (русские 100 %), 0 в 2010.